# Divergent 1: Afvigeren
Divergent 1: Afvigeren er debutromanen af den amerikanske romanforfatter Veronica Roth, udgivet af HarperCollins Børnebøger i 2011. Det er en dystopisk roman sat i det såkaldte afvigende univers, der indeholder en post-apokalyptisk udgave af Chicago. Romanen følger Beatrice "Tris" Prior da hun udforsker sin identitet i et samfund, der definerer sine borgere ved deres sociale og personlighedsrelaterede tilhørsforhold med fem forskellige fraktioner. Underliggende er handlingen fokuseret på en romantisk kemi mellem Tris og en af hendes instruktører i Skytengle-fraktionen, med tilnavnet Four.
Romanen er blevet sammenlignet med andre bøger, såsom The Hunger Games og The Maze Runner på grund af sine lignende temaer og målgruppe. Romanen udforsker temaer som er fælles for ung voksen-fiktion, såsom voksen myndighed og overgangen fra barndom til modenhed, samt bredere motiver, såsom vold og sociale strukturer inden for et post-apokalyptisk samfund. Dens største plot, opdelingen af samfundet i personlighedstyper,  anvendes i andre science fiction værker. Ud over sin litterære kontekst, har Roths åbne deklaration af hendes religion som en kristen, bragt kommentarer fra kristne samfund der både har påskønnet og udfordret romanen.
Roth skrev Divergent 1: Afvigeren mens hun arbejdede på en kreativ skrivningsgrad på Northwestern University, og den hurtigt blev købt til udgivelse. Divergent 1: Afvigeren er den første bog i en trilogi, der blev afsluttet i oktober 2013. [ 1 ] Roths første bog af noveller kom ud i juli 2014: Four: A Divergent Collection, redigeret af Katherine Tegen. Summit Entertainment købte medierettighederne til bogen, og produktionen på filmen, med titlen Divergent, fandt sted i 2013.

## Baggrund og indstilling
Romanen er Veronica Roths første udgivne roman, og blev udgivet lidt over et år efter Roth dimitterede med en bachelorgrad fra Northwestern University. Roth skrev romanen, mens hun var på vinterferie i hendes sidste år og rettighederne til filmen blev solgt før hun dimitterede fra college.
Romanen foregår i en post-apokalyptisk Chicago. Roth har tilkendegivet, at hun ikke oprindeligt havde til hensigt at bruge Chicago som kulisse: "Jeg skrev kladden, og jeg følte det nødvendigt en mere jordforbindende følelse af sted, og jeg kiggede på den by jeg havde beskrevet, hvilket er alle disse tog konstant bevægelse, og denne sø mose, og disse floder. Og jeg indså, at det var Chicago allerede, og det var bare fordi det er den by, jeg har kendt og elsket længst."